# غاستون بارو
غاستون بارو (بالفرنسية: Gaston Barreau)‏ (مواليد 7 ديسمبر 1883) هو لاعب كرة قدم. يلعب مع منتخب فرنسا لكرة القدم. سبق له أن لعب في كأس العالم لكرة القدم مع منتخب بلاده.

## روابط خارجية
- غاستون بارو على موقع قاعدة بيانات كرة القدم.إي يو (الإنجليزية)
- غاستون بارو على موقع ناشيونال فوتبول تيمز (الإنجليزية)
- غاستون بارو على موقع Soccerway.com (الإنجليزية)
- غاستون بارو على موقع عالم كرة القدم.نت (الإنجليزية)
- غاستون بارو على موقع أوليمبيديا (الإنجليزية)